# Точки Чернова

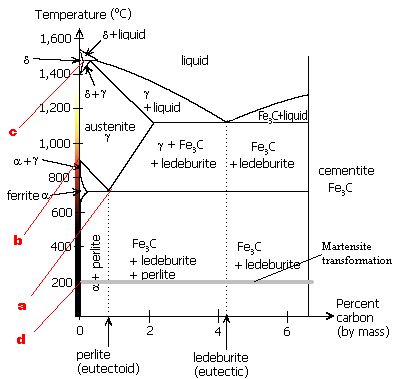
Фазовая диаграмма железо-цементит с точками Чернова a, b, c, d (выделены красным цветом)

Точки Чернова — критические температуры, при которых происходит изменение фазового состояния и структуры стали при нагреве и охлаждении её в твёрдом виде. Установлены Черновым Дмитрием Константиновичем в 1868 году.
Чернов назвал их точками a, b, c и позднее в 1878 году была названа точка d. Открытие и изучение данного вопроса положило начало науке о термической обработке металлов.
- Точка a — точка темно-вишневого каления стали, её значение по Чернову, состоит в том, что сталь будучи нагрета ниже данной температуры, не принимает закалки, как бы быстро она ни охлаждалась. Её температурное значение примерно 700 градусов Цельсия.
- Точка b — сталь будучи нагрета ниже точки b, не изменяет своей структуры 950 градусов Цельсия.
- Точка c — температура плавления стали.
- Точка d — температура до которой нужно быстро охладить сталь чтобы совершилась полная закалка. Приблизительно 470 Градусов цельсия [2].

## Современное представление
Точка a, обозначается A1 соответствует температуре эвтектоидного превращения стали. Точка b, обозначается A3 показывает температуру при которой оканчивается растворение феррита в аустените. Поскольку в некоторых случаях нагрев выше точки A3 не происходит с измельчением кристаллической структуры, полное отождествление точек b и A3 является, неверным. Точка d известна теперь как температура мартенситного превращения при закалке, обозначаемая обычно Mн.

## История открытия
Чернов совершил своё главное открытие в 1866—1868 годах, после изучения брака при производстве тяжёлых орудий, а также анализа практических работ Павла Аносова, Павла Обухова, Александра Лаврова и Николая Калакуцкого. Он установил, что при изменении температуры сталь меняет свои свойства и проходит полиморфические превращения. Чернов вычислил точки, известные сейчас как точки Чернова. Чернов сумел правильно определить значение этих точек, как моментов полиморфических превращений в стали и даже нарисовал первый набросок фазовой диаграммы железо-углерод. В 1868 году он опубликовал результаты своих исследований в «Записках Русского технического общества». Статья называлась «Критический обзор статей гг. Лаврова и Калакуцкого о стали и стальных орудиях и собственные Д. К. Чернова исследования по этому же предмету». Многие авторы считают, что именно после публикации этой статьи металлургия превратилась из ремесла в науку.